# Олссон, Диего
Диего Нилс Олссон Лопес (исп. Diego Nils Ohlsson López; 12 марта 1999, Сантьяго) — бывший чилийский футболист, выступавший на позиции защитника.

## Биография
Олссон — воспитанник клуба «Коло-Коло». Дебютный матч на профессиональном уровне сыграл 5 декабря 2016 года в возрасте 17 лет в матче против «Эвертона» из Винья-дель-Мар в рамках чемпионата Чили. Олссон вышел на замену Эстебану Павесу, «Коло-Коло» победил со счётом 4:2. Через четыре дня Олссон был заявлен в стартовый состав на игру против «Палестино» и провёл на поле весь матч на позиции правого защитника. «Коло-Коло» выиграл со счётом 2:1.
В 2019 году перешёл в «Депортес Ла-Серена», играющем во втором дивизионе чилийского чемпионата.
Впоследствии завершил футбольную карьеру. По состоянию на 2021 год обучался в Католическом университете Чили на специалиста по коммерческой инженерии.